# Kerlon
Kerlon Moura Souza (født 27. januar 1988 i Ipatinga) er brasiliansk tidligere fodboldspiller.
I sin ungdom spillede Kerlon i Cruzeiro i Brasilien. Kerlon blev en internetsensation på YouTube tidligt i sin karriere efter videoer af hans unikke Seal Dribble gik viralt. Driblingen gik ud på, at Kerlon balancerede med bolden på sin pande imens han løb, på samme facon som en trænet sæl kan balancere en bold. Dette resulterede i, at modstandere let risikerede at begå frispark på Kerlon.
Kerlon skiftede til europæisk fodbold, da han blev hentet af italienske Chievo Verona i 2008. Han var udlejet til en række klubber fra 2008-2012. Kerlons karriere i Europa var i høj grad plaget af knæskader.
I 2012 skiftede han til japanske Fujieda MYFC. Efter Japan skiftede Kerlon sporadisk til klubber i flere forskellige lande, herunder Malta, USA og sidst Spartak Trnava i Slovakiet, hvor at han spillede sine sidste kampe, før at han gik på pension i 2017 efter at han ikke havde kunne finde en ny klub.